# Okres Teplice
Der Okres Teplice (übersetzt mit Bezirk Teplitz-Schönau) befand sich im Nordwesten Tschechiens im Ústecký kraj. Die Okresy waren in etwa vergleichbar mit den Landkreisen in Deutschland und wurden zum 1. Januar 2003 als Gebietskörperschaften aufgelöst. Auf 469 km² leben 127.681 Einwohner (Stand 1. Januar 2023) in 34 Gemeinden mit insgesamt 115 Ortsteilen, davon neun Städten.
161 km² können landwirtschaftlich genutzt werden, das Waldgebiet nimmt eine Fläche von etwa 46 % ein. Durch den Kreis führen einige wichtige Verkehrsverbindungen. Dazu zählt die wichtige Eisenbahnlinie von Most nach Ústí nad Labem und die Autobahn von Prag nach Dresden.
In der Wirtschaft kam es in den letzten Jahren zu großen Veränderungen. Einige der Industriegroßunternehmen wurden geschlossen oder verkleinert. Die Gebirgsgegend wird vor allem für Naherholung genutzt. Die größte Rolle spielt dabei der Wintersport. Die Arbeitslosigkeit beträgt knapp 17 %, Tendenz steigend.

## Städte und Gemeinden

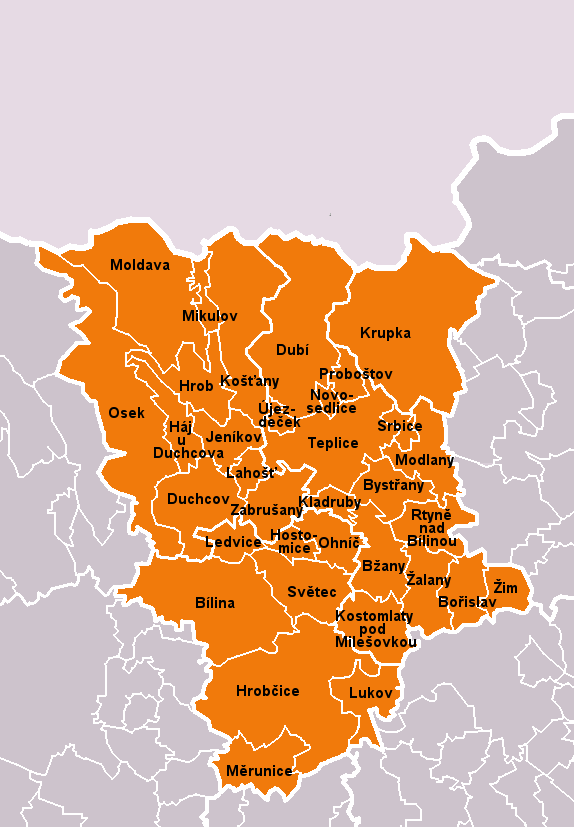
Städte und Gemeinden des Bezirks

Bílina (Bilin) Stadt – Bořislav (Boreslau) – Bystřany (Wisterschan) – Bžany (Webeschan) – Dubí (Eichwald) – Duchcov (Dux) – Háj u Duchcova (Haan) – Hostomice (Hostomitz) – Hrob (Klostergrab) – Stadt – Hrobčice (Hrobschitz) – Jeníkov (Janegg) – Kladruby (Kradrob) – Kostomlaty pod Milešovkou (Kostenblatt) – Košťany (Kosten) – Krupka (Graupen) – Lahošť (Loosch) – Ledvice (Ladowitz) – Lukov (Lukow) – Měrunice (Meronitz) – Mikulov (Niklasberg) – Modlany (Modlan) – Moldava (Moldau) – Novosedlice (Weißkirchlitz) – Ohníč (Wohontsch) – Osek (Ossegg) – Proboštov (Probstau) – Rtyně nad Bílinou (Hertine) – Srbice (Serbitz) – Světec (Schwaz) – Teplice (Teplitz-Schönau) – Újezdeček (Kleinaugezd) – Zabrušany (Sobrusan) – Žalany (Schallan) – Žim (Schima)

## Historische Gebäude und Sehenswürdigkeiten
Teplicko ist reich an historischen Denkmälern.
- Schloss Duchcov
- Burg Kostomlaty
- Burg Krupka (auch Rosenburg genannt)
- Königsberg-Krippenspiel in Krupka
- Burg Kyšperk in Krupka
- Štola Martin in Krupka
- Kloster Ossegg
- Gotische Burg Rýzmburk in Osek
- Ruine Doubravská hora aus dem 15. Jahrhundert in Teplice
- Renaissanceschloss Teplice
- Teplice mit Kurhäusern und Heilquellen.